# Pont Saint-Maurice
Ne doit pas être confondu avec Pont sur le Rhône (Saint-Maurice).
Le pont Saint-Maurice est un pont enjambant la Laïta et reliant Guidel (Morbihan) à Clohars-Carnoët (Finistère).

## Les bacs de La Laïta au Pouldu et à Saint-Maurice
Les bacs du Pouldu et de Saint-Maurice constituaient, avant la construction du pont, les seuls moyens de traversée de la rivière en aval de Quimperlé. Ils existent depuis le Moyen Âge.
Depuis la loi du 6 frimaire an VII (26 novembre 1798), le péage perçu profite au gouvernement qui prévoit l'exploitation des bacs par affermage.
De nombreux bacs sont réservés aux piétons du fait de l'absence de chemins d'accès et de cales permettant le passage et l'embarquement des charrettes.
Depuis le début des années 1870, le bac du Pouldu est pourvu d'un chaland permettant le transport de charrettes, même si l'embarquement et le débarquement des voitures s'effectuent sur la grève.
La traversée par bacs charretiers fonctionnera jusqu'à la Seconde Guerre mondiale et jusqu'en 1954, date du construction du pont, un canot à moteur assurait le passage des piétons, les automobiles devant faire le détour par Quimperlé.
Depuis 2004, un nouveau passage est mis en activité au Pouldu, fonctionnant en période estivale et le week-end, soutenu financièrement par Lorient Agglomération et la communauté de communes du Pays de Quimperlé,.

## Projet de pont: une histoire mouvementée

### Un projet qui avance de 1838 à 1842
À la suite notamment des demandes des agriculteurs et des commerçants des deux rives, le sous-préfet de Lorient demande la construction d'un pont à l'image du projet du Pont Lorois.
Ainsi, le 19 octobre 1838, le ministre de l'Intérieur se prononce sur le principe du « projet de construction [...] d'un pont suspendu sur la rivière La Laïta à Saint-Maurice ».
Une opposition va naître à Guidel à l'instigation de l'abbé Le Dairn et d'un jeune vicaire, comme le souligne le sous-préfet dans un courrier en date du 26 novembre 1938.
Le 11 décembre 1838, une commission se réunit pour évaluer les avantages du pont projeté (en suggérant que le tablier soit à 18 m de hauteur au lieu de 15 m du projet). Le 7 mars 1839, le ministre donne son accord sur le projet qui est soutenu en 1840 par le conseil général du Morbihan et la municipalité de Lorient et en 1841 par la commune de Guidel. L'adjudication a lieu le 14 décembre 1842 à Vannes mais sans résultat.

### De 1842 à 1846, lesFinistérienss'en mêlent
Considérant que le bac de Saint-Maurice est basé en Finistère, le préfet de ce département demande et obtient que la procédure y soit organisée. Les communes de Clohars-Carnoët, de Moëlan-sur-Mer, de Concarneau, de Pont-Aven et de Lanriec sont pour tandis que la commune de Quimperlé est farouchement contre, de même que les communes de Bannalec, Riec-sur-Bélon, Trégunc et Rosporden. Une nouvelle adjudication a lieu en 1846, à nouveau sans résultat.

### Un projet enterré?
En 1856, l'ingénieur en chef des chemins vicinaux du Morbihan déclare l'ajournement de toute construction du pont.
Cependant le 30 août 1861, le conseil général du Morbihan demande que soit réétudié le projet du pont. Encore une fois le conseil général du Finistère s'y oppose le 27 août 1863. 

### Relance du projet à partir de 1929
Le principe du pont est finalement adopté en septembre 1929 par le conseil général du Morbihan et mai 1930 par celui du Finistère. Des avant-projets sont établis en 1930, mais rien n'avance.

## Le pont allemand de Saint-Maurice
Durant la Seconde Guerre mondiale, les occupants nazis ont construit un pont en bois utilisant l'île de Saint-Maurice, à l'ouest du hameau de Kerhoat-Benoal sur la rive gauche et en amont de l'abbaye de Saint-Maurice sur la rive droite . À marée basse, on peut encore apercevoir les restes de ce vestige détruit en 1944, ainsi que sur photographies aériennes.

## Littérature
- Eugène Loudun, Le vieux chêne de la Laïta, "La Bretagne, paysages et récits", 1861[10] [le récit se déroule au niveau du passage de la Laïta, juste en amont du pont actuel].